# Мессанж (Кот-д’Ор)
Месса́нж (фр. Messanges) — коммуна во Франции, находится в регионе Бургундия. Департамент коммуны — Кот-д’Ор. Входит в состав кантона Жевре-Шамбертен. Округ коммуны — Дижон.
Код INSEE коммуны — 21407.

## Население
Население коммуны на 2010 год составляло 240 человек.
| 1962 | 1968 | 1975 | 1982 | 1990 | 1999 | 2010 |
| ---- | ---- | ---- | ---- | ---- | ---- | ---- |
| 107  | 105  | 105  | 121  | 173  | 194  | 240  |

## Экономика
В 2010 году среди 156 человек трудоспособного возраста (15—64 лет) 128 были экономически активными, 28 — неактивными (показатель активности — 82,1 %, в 1999 году было 75,2 %). Из 128 активных жителей работали 121 человек (70 мужчин и 51 женщина), безработных было 7 (3 мужчин и 4 женщины). Среди 28 неактивных 10 человек были учениками или студентами, 8 — пенсионерами, 10 были неактивными по другим причинам.